# Легкоступ, Иван Яковлевич
Иван Яковлевич Легкоступ (1898 — после 1964) — советский гидроэнергетик, лауреат Сталинской премии 1952 года.

## Биография
Работал во Всесоюзном тресте «Гидромеханизация».
В 1949—1952 гг. начальник и (одновременно) главный инженер 8 и 10-го участков Главной Волго-Донской конторы на строительстве Цимлянской ГЭС. Организатор скоростного намыва земляной плотины.
В 1952—1953 гг. начальник района на строительстве Волго-Балтийского водного пути.
С 1953 по 1964 год главный инженер Сталинградской (Волгоградской) конторы Гидромеханизации ГВД МВД (строительство Волжской ГЭС им. В. И. Ленина).
С 1964 года на пенсии.
Лауреат Сталинской премии (1952) — за осуществление скоростного намыва земляной плотины Цимлянского гидроузла.